# Праћење (филм)
Праћење је независни нео-ноар крими трилер из 1998. који је написао, продуцирао, монтирао и режирао Кристофер Нолан. Прича филма је о младићу, који прати странце по улицама Лондона, и бива увучен у криминално подземље када не успева да се држи на дистанци.
Као Ноланов дебитантски филм, дизајниран је да буде што је могуће јефтинији за израду. Сцене су биле увелико увежбане тако да су биле потребне само један или два тејка, како би се уштедело на 16mm филму, што је био највећи трошак продукције, а који је Нолан плаћао од своје плате. У немогућности да приушти скупу професионалну опрему за осветљење, Нолан је углавном користио доступно светло. Уз писање, режију и фотографисање филма, Нолан је помогао у монтажи и продукцији.
Филм је издао The Criterion Collectionна Блу-реј и ДВД-у у Северној Америци 11. децембра 2012.

## Прича
Млади незапослени писац који прати странце у потрази за материјалом за писање, током једног праћења упознаје лопова који га уводи у свој посао.

## Глумачка подела
- Џереми Теобалд - Младић [Бил / Данијел Лојд]
- Алекс Хо - Коб
- Луси Расел - Плавуша
- Џон Нолан - Полицајац
- Дик Брадсел - Ћелави тип
- Џилијан Ел-Кади - Власница стана
- Џенифер Ејнџел - Конобарица
- Николас Карлоти - Бармен
- Дарен Орманди - Рачуновођа

## Продукција
Филм је написао, режирао, снимио и копродуцирао Кристофер Нолан. Снимљен је у Лондону на црно-белом филму од 16mm. Нолан је користио нелинеарну структуру заплета за филм, што ће касније користити у неколико дугометражни играних филмова.  Ова врста приповедања, како наводи, одражава инхерентну несигурност публике у вези са ликовима из филма ноар.
Праћење је написано и планирано је да буде што јефтиније за продукцију, али Нолан је описао продукцију филма као „екстремну“, чак и за нискобуџетно снимање. Са мало новца, ограниченом опремом и глумцима и екипом који су радним данима радили са пуним радним временом, продукција је трајала годину дана.
Да би се сачувала скупа филмска трака, свака сцена у филму је опсежно увежбавана како би се осигурало да се први или други снимак може користити у коначној монтажи. Снимање се одвијало суботом 3-4 месеца; Нолан је сваког дана снимао петнаестак минута. Овај временски оквир је такође модерирао трошкове филмских залиха и омогућио му да то плати из своје плате. Нолан је углавном снимао без професионалне опреме за осветљење филмова и углавном је користио доступно светло, што је олакшано одлуком да се користи 16 mm црно-белог филма, пошто је то елиминисало потребу за усклађивањем светле боје. Такође је користио домове својих пријатеља и породице као локације.

## Пријем
Филм је придобио углавном позитивне критике. Филм има оцену одобравања од 83% на Rotten Tomatoes на основу 35 рецензија, са просечном оценом 7,10/10. Критички консензус сајта гласи: „Супер кратак, али ефикасан, Following представља растући таленат редитеља Кристофера Нолана у стварању хард-еџ ноар филмова“. На Metacritic-у, филм има просечну оцену 60 од 100 на основу 11 критичара, што указује на „мешовите или просечне критике“.
Рецензент Лос Анђелес Тајмса Кевин Томас био је посебно импресиониран филмом, рекавши да је то „напет и генијалан нео-ноар“ и да „као психолошка мистерија игра убедљиво, ако не и дубоко“. Нолан ужива у чистој гадости коју стално изазива, несмањено за 70 минута." The New Yorker је написао да је филм поновио Хичкокове класике. ТВ водич га је описао „кратким, оштрим и чврстим“, хвалећи брзо приповедање и „замршену, трослојну структуру флешбека“ Дејвид Томпсон из Sight and Sound-а је прокоментарисао да „Нолан показује природни таленат за течну естетику кадрова камером из руке“.
Међутим, Тони Рејнс је сматрао да је врхунац филма био неинспирисан и био је критичан према филму. Тревор Луи из Empire-а довео је у питање вештину неискусне глумачке екипе у филму, рекавши да им „недостаје драматичан баласт који би компензовао [Ноланове] несталне елизије заплета“. Насупрот томе, Дејвид Томпсон је био мишљења да се „непозната глумачка екипа добро ослобађа у једноставном натуралистичком стилу“. Редитељ Џоел Шумахер је мислио да је у питању дело „бриљантног” младог редитеља. „Увек сам размишљао о њему у трећем плану, мислећи: Чућемо за овог тип,а на велика врата. Тада сам видео Мементо и обећање је испуњено веома брзо."
Following је од тада препознат као један од најистакнутијих небуџетских филмова свог времена.

## Признања
Филм је освојио неколико награда на фестивалима, укључујући награду Тигар на Међународном филмском фестивалу у Ротердаму и награду „Најбољи први играни филм“ на Међународном филмском фестивалу у Сан Франциску, између осталог. Праћење је такође донело славу Кристоферу Нолану који је тек почињао у виду једне награде као и номинације за Велику награду жирија на филмском фестивалу Слемденс.

## Издање
Блу-реј и ДВД рестаурација филма са новим 5.1 миксом звука је објављена од стране The Criterion Collectionза регион А 11. децембра 2012. И Блу-реј и ДВД укључују коментар и интервју са режисером Кристофером Ноланом, хронолошко уређивање филма (такође 70 минута), упоредно поређење између три сцене филма и сценарија за снимање, Ноланов кратки филм Doodlebug из 1997. и трејлере за биоскоп и реиздање. Свако издање има и летак који укључује есеј филмског критичара Скота Фундаса под насловом „Нолан почиње“. Ексклузивно за Блу-реј је објављен и некомпримовани моно звучни запис за филм.